# Direction des produits de santé commercialisés
La Direction des produits de santé commercialisés  (DPSC) est un organisme canadien ayant comme mission de surveiller l'innocuité et l'efficacité des produits de santé en vente au Canada.
La DPSC est une agence de Santé Canada (ministère du gouvernement du Canada). Cette agence recueille et analyse les déclarations d’effets indésirables des produits de santé à travers son réseau de centres d’information régionaux et distribue les mises à jour en matière d’innocuité des produits de santé,.

## Produits surveillés[3]
- Médicaments sous ordonnance
- Médicaments en vente libre
- Produits biologiques, incluant les produits sanguins
- Vaccins utilisés à des fins thérapeutiques ou de diagnostic
- Produits de santé naturels
- produits radiopharmaceutiques
- Instruments médicaux
- Cellules, tissus et organes